# 二塚站
二塚站 （日语：／ Futatsuka eki */?）是隸屬於西日本旅客鐵道（JR西日本），座落於富山縣高岡市，現時為無人車站。
過往在車站南端則另外有由日本貨物鐵道（JR貨物）營運的貨物專用線，全長1.4公里，通往東南方的中越紙品工業二塚工廠，每天有短途貨物列車前往金澤貨物總站及富山貨物站，並承接了二塚站內的售票事宜。2015年3月14日起，所有由本站開出的貨物列車改為臨時化，開出日期按由「鐵道貨物協會」每年出版的《日本貨物列車時間表》所記載的日期為準。2015年10月1日起更改為休止狀態，並停止負責客運車票發售委託事宜，車站改為無人化。2017年4月1日，貨運線正式被廢線。

## 車站結構

### 月台配置
側式月台1面1線和島式月台1面2線，合計2面3線月台，可進行列車交會的地面車站。下行月台側為站舍，上行月台以跨線橋聯絡。1線為貨物使用。
| 月台   | 路線    | 方向 | 目的地                              | 備註                     |
| ------ | ------- | ---- | ----------------------------------- | ------------------------ |
| 站房側 | ■城端線 | 下行 | 城端方向                            |                          |
| 反對側 | ■城端線 | 上行 | 高岡、經■愛之風富山鐵道線往富山方向 | 直通富山的列車於假日停開 |

## 歷史
- 1899年4月3日：中越鉄道（日语：中越鉄道）高岡～戶出間增設第1代「二塚站」。
- 1902年5月15日：第1代二塚站廢站。
- 1914年2月20日：第2代二塚站設站，等級為「停留場」，同樣位於高岡～戶出間，但位置上比第1代車站向城端方向遷移。
- 1920年9月1日：中越鐵道國有化，改為鐵道省管理，路線改為國鐵「中越線」。同時昇格為正式車站[4]。
- 1926年9月1日：開始貨運服務。
- 1942年8月1日：線路改稱「城端線」[5]。
- 1957年：礪波製紙（即現時中越紙品工業）二塚工場開始投產，開設專用貨物線。
- 1987年4月1日：日本國鐵分割民營化，車站的營運由JR西日本繼承。
- 2015年：

- 3月14日：貨物列車臨時化。
- 10月1日：中越紙品工業貨物列車休止，同時因JR貨物撤出本站而變為無人化。

- 2017年4月1日：貨物專線及位於中越紙品工業內的車站正式廢除。

## 利用人數
| 推算乘車人員 | 推算乘車人員 | 推算乘車人員 |
| 年度         | 1日平均人數  |              |
| ------------ | ------------ | ------------ |
| 2004年       | 66           |              |
| 2005年       | 64           |              |
| 2006年       | 70           |              |
| 2007年       | 66           |              |
| 2008年       | 70           |              |
| 2009年       | 59           |              |
| 2010年       | 54           |              |
| 2011年       | 54           |              |
| 2012年       | 58           |              |
| 2013年       | 60           |              |
| 2014年       | 56           |              |
| 2015年       | 41           |              |
| 2016年       | 40           |              |
| 2017年       | 38           |              |
| 2018年       | 38           |              |

### 貨運量
| 年度 | 貨運量（噸） | 貨運量（噸） |
| 年度 | 運出         | 運入         |
| ---- | ------------ | ------------ |
| 2012 | 107,905      | 6.980        |
| 2013 | 101,880      | 4,915        |

## 相鄰車站
西日本旅客鐵道
■城端線
■觀光列車「瑰麗山海號」
通過
■普通
新高岡－二塚－林

## 外部連結
- JR西日本二塚站公式網頁。（页面存档备份，存于）（日語）